# Dorriyeh
Dorriyeh (tiếng Ả Rập: الدرية) là một ngôi làng Syria nằm ở Darkush Nahiyah thuộc huyện Jisr al-Shughur, Idlib. Theo Cục Thống kê Trung ương Syria (CBS), Dorriyeh có dân số 651 người trong cuộc điều tra dân số năm 2004.